# ウィンターサン
ウィンターサン（Wintersun）は、フィンランド出身のメロディックデスメタル・バンド。
同国のミュージシャン ヤリ・マーエンパーが主宰を務め、北欧の音楽ジャンル「ヴァイキングメタル」をスタイルとしている。

## 略歴
フィンランドのヴァイキング・メタルバンド「エンシフェルム」に在籍していたヤリ・マーエンパーが立ち上げた。当初は、ヤリのソロ・プロジェクトとして立ち上げられた。その後、程なくしてヤリは、ウィンターサン専念のためにエンシフェルムから脱退している。
そして、ドラマーにカイ・ハフトを迎えて、1stアルバム『Wintersun』を2004年にリリース。ドラム以外のすべての楽器をヤリが担当し、プロデュースもヤリ自身が手がけた。
レコーディング後、2人目のギタリストとして「エンシフェルム」でドラマーとして同僚だったオリヴァー・フォキンが加入する。しかし、2004年中にオリヴァー・フォキンが脱退し、「インペラノン」で活動していたテーム・マンテュサーリが加入した。2005年になって、「ノーサー」のベーシスト・ユッカ・コスキネンが加入した。ちなみに、ユッカの所属しているノーサーのボーカル兼ギタリストのペトリ・リンドロスは、後にヤリの後任としてエンシフェルムにサポートメンバーを経て正式に加入した。
2006年5月、2ndアルバムのレコーディングに入る。レコーディング入りの時点でアルバムタイトル『Time』とそのトラックリストが発表されるなど、順調に活動しているかのように見えた。しかし、様々な問題からリリースは遅れ、2007年4月の時点で2ndアルバムのリリース自体がキャンセルされる。その後も、しばしばライヴには出演するものの2ndアルバムのリリース自体は全く不透明になってしまった。
2ndアルバムの当初のレコーディングが行われてから6年後の2012年5月末、遂に2ndアルバムの発売時期が発表された。2ndアルバムとして作成された『Time』は、その内容が1枚のCDに収まらなくなったこともあって、『Time I』及び『Time II』の2枚で発売されることとなった。『Time I』が2012年10月にリリースされた。『Time I』はフィンランドの週間アルバムチャートで初登場2位を記録し、その後4週連続TOP50入りを果たした。その後、TOP50圏外となったが、2013年初週に、44位で再びフィンランド週間アルバムチャートTOP50入りし、次週も50位を記録。これ以降TOP50を外れていたが、2013年27週目に38位でフィンランド週間アルバムチャートTOP50に2度目の再ランクインを果たした。『Time I』はフィンランド週間アルバムチャートTOP50に計7週間のランクインを記録した。
『Time I』リリース後、『Time II』のリリースはなされなかった。2017年1月に3rdアルバム『The Forest Seasons』をリリースすることが発表された。同年4月中頃、セカンドギタリストとしてアシム・セーラー (G)が加入した。加入時には明言されていなかったが、正式加入ではなくセッション加入であった。2022年5月、セーラーがセッションを離れることが発表された。この脱退についてバンド側は、ライヴで楽しい時間を共有出来たとしつつも、複数の事柄で意見の相違が発生し、全てに満足することができず、慎重に検討した結果であると述べている。

## メンバー

### 現ラインナップ
- ヤリ・マーエンパー (Jari Mäenpää) - ボーカル/ギター/キーボード (2003 - )
エンシフェルムでも活動。ニュークリア・ブラスト・オールスターズに参加した。1stアルバムでは、ベースも担当していた。
- テーム・マンテュサーリ (Teemu Mäntysaari) - ギター (2004 - )
インペラノンでも活動。2023年よりメガデスのサポートメンバーを務める。
- ユッカ・コスキネン (Jukka Koskinen) - ベース (2005 - )
ノーサーでも活動。
- カイ・ハフト (Kai Hahto) - ドラムス (2004 - )

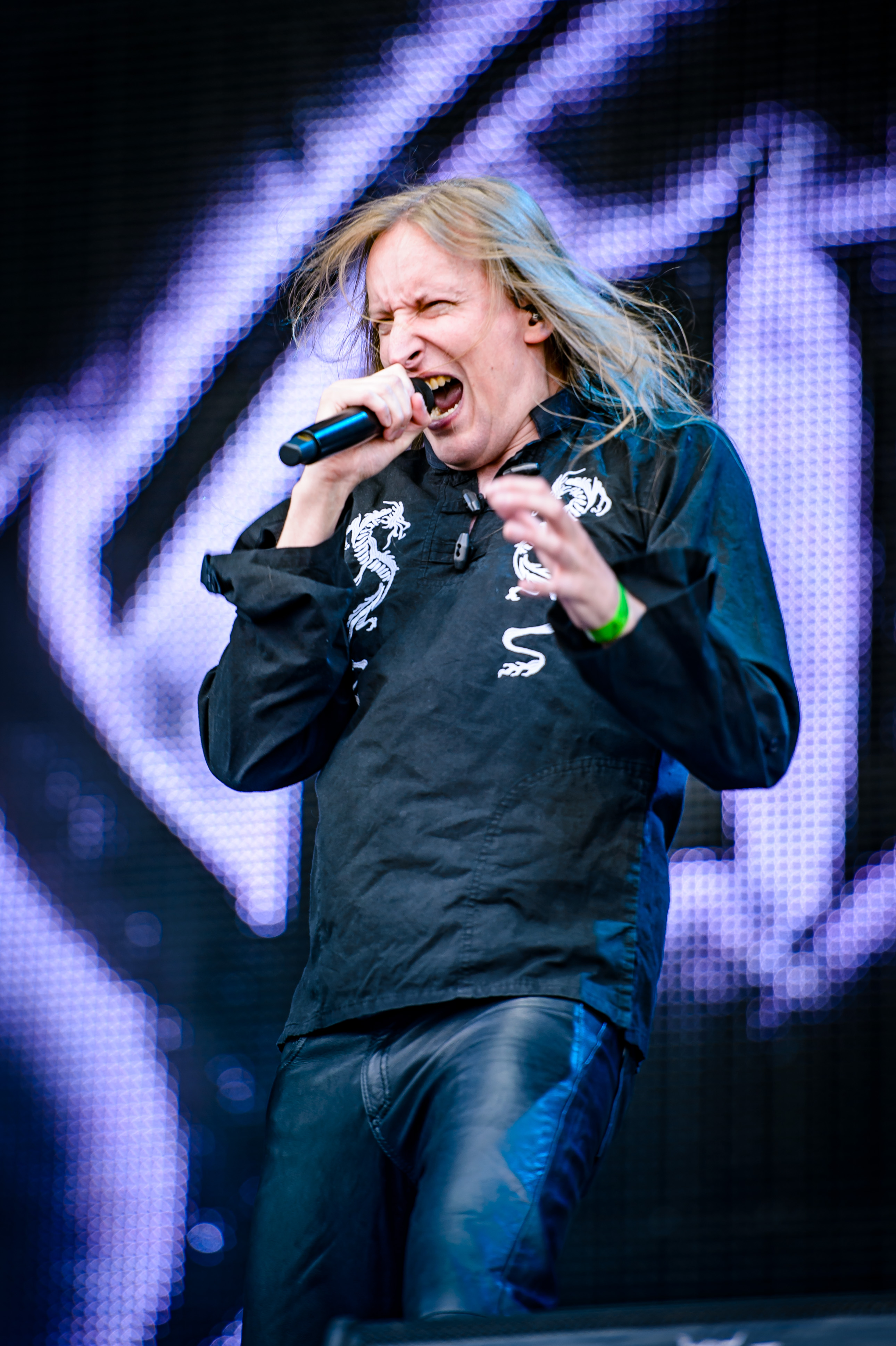
ヤリ・マーエンパー(Vo) 2018年
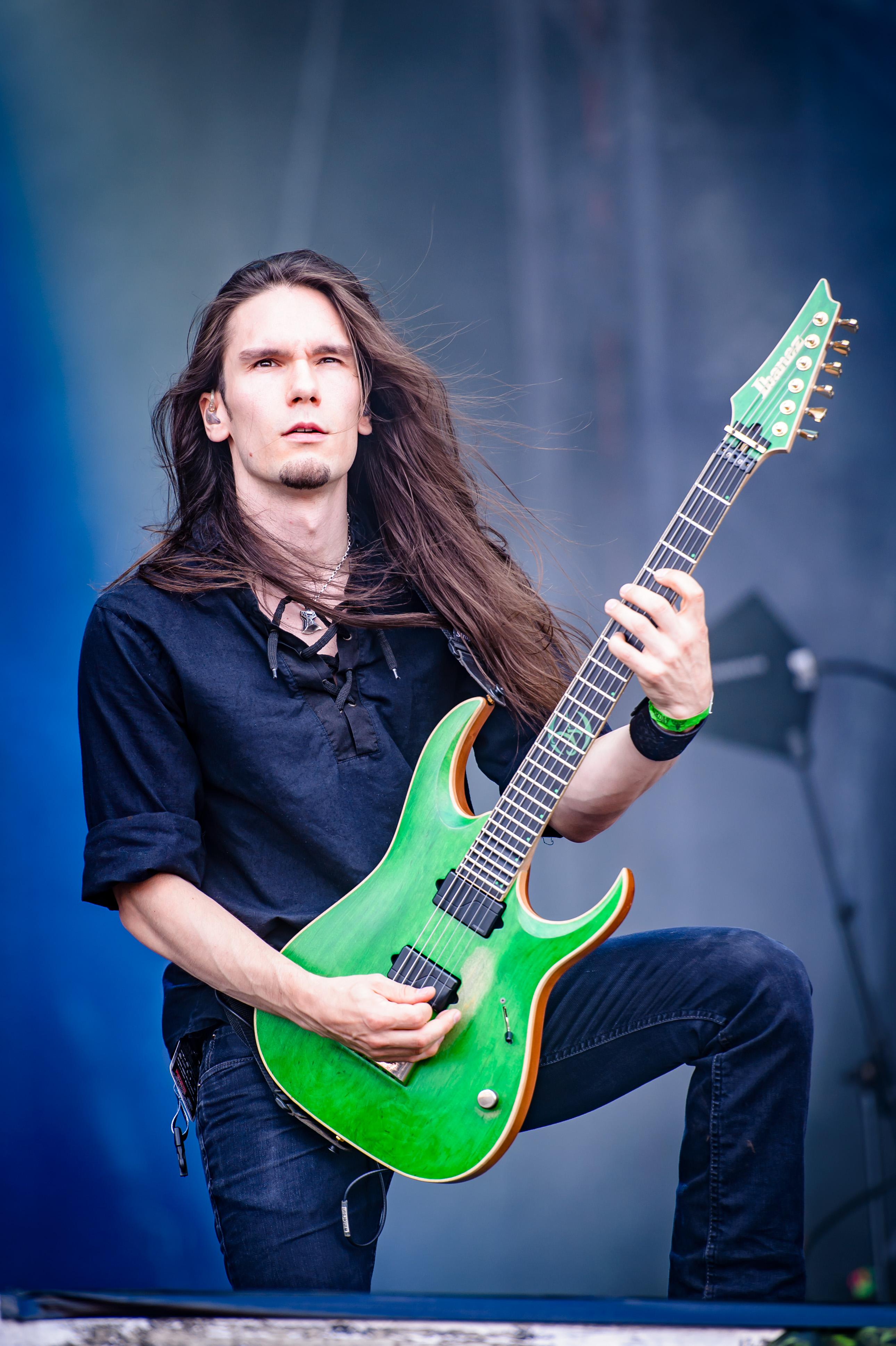
テーム・マンテュサーリ(G) 2018年
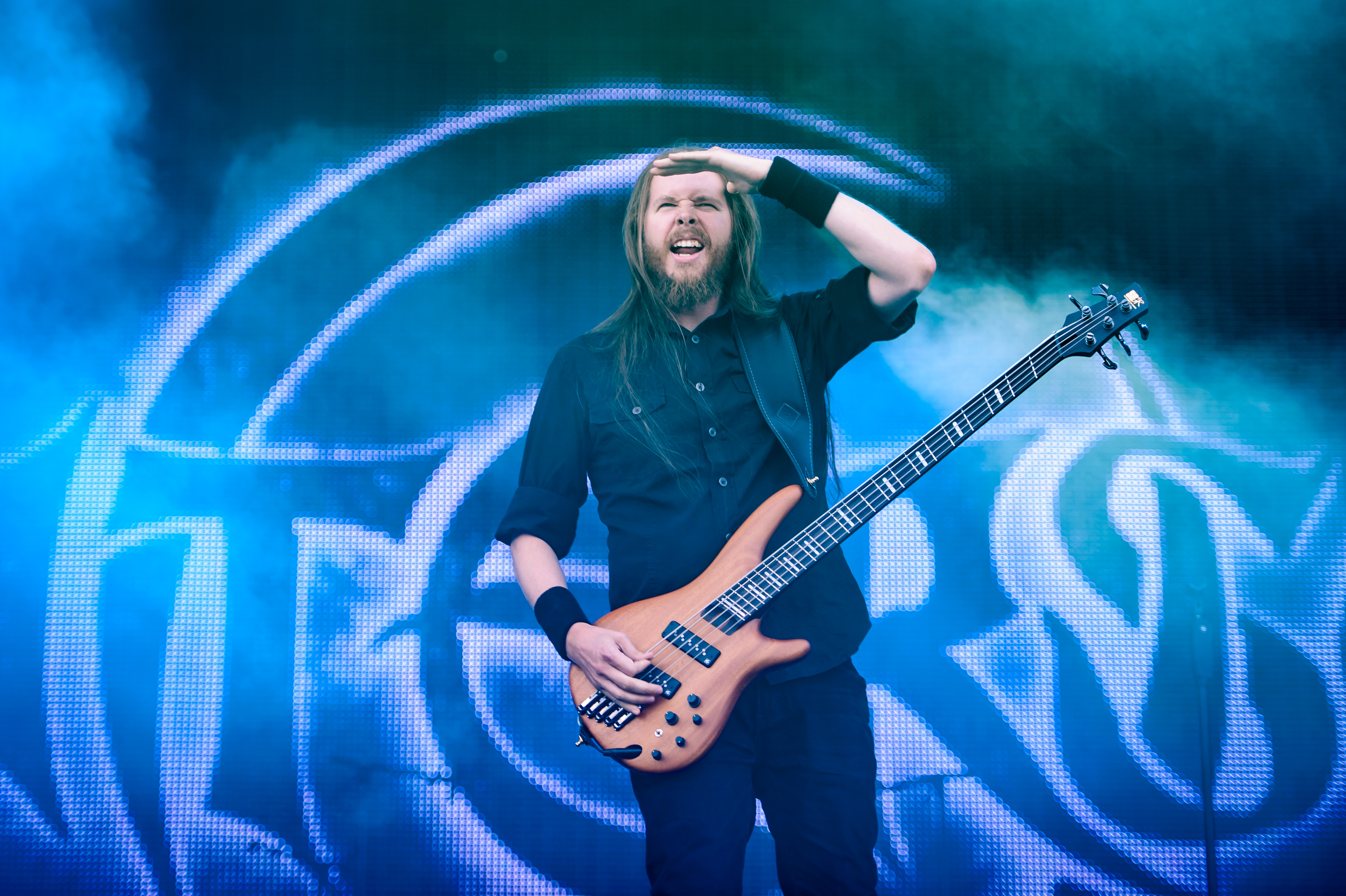
ユッカ・コスキネン(B) 2018年
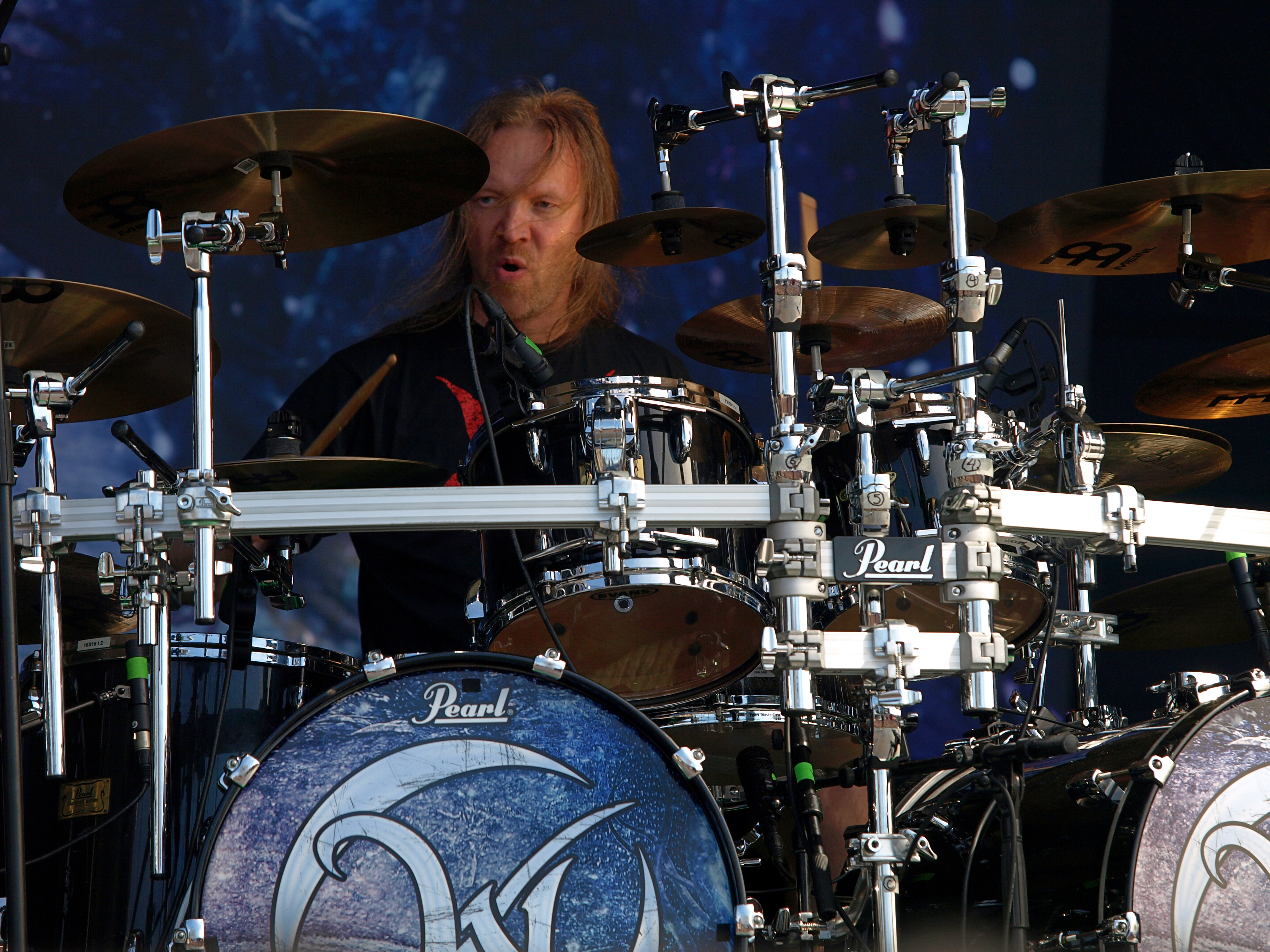
カイ・ハフト(Ds) 2013年

### 旧メンバー
- オリヴァー・フォキン (Oliver Fokin) - ギター (2004)
エンシフェルムでは、ドラマーとして活動していた。

### セッションメンバー
- アシム・セーラー (Asim Searah) - ギター (2017 - 2022)
パキスタン出身[6]。

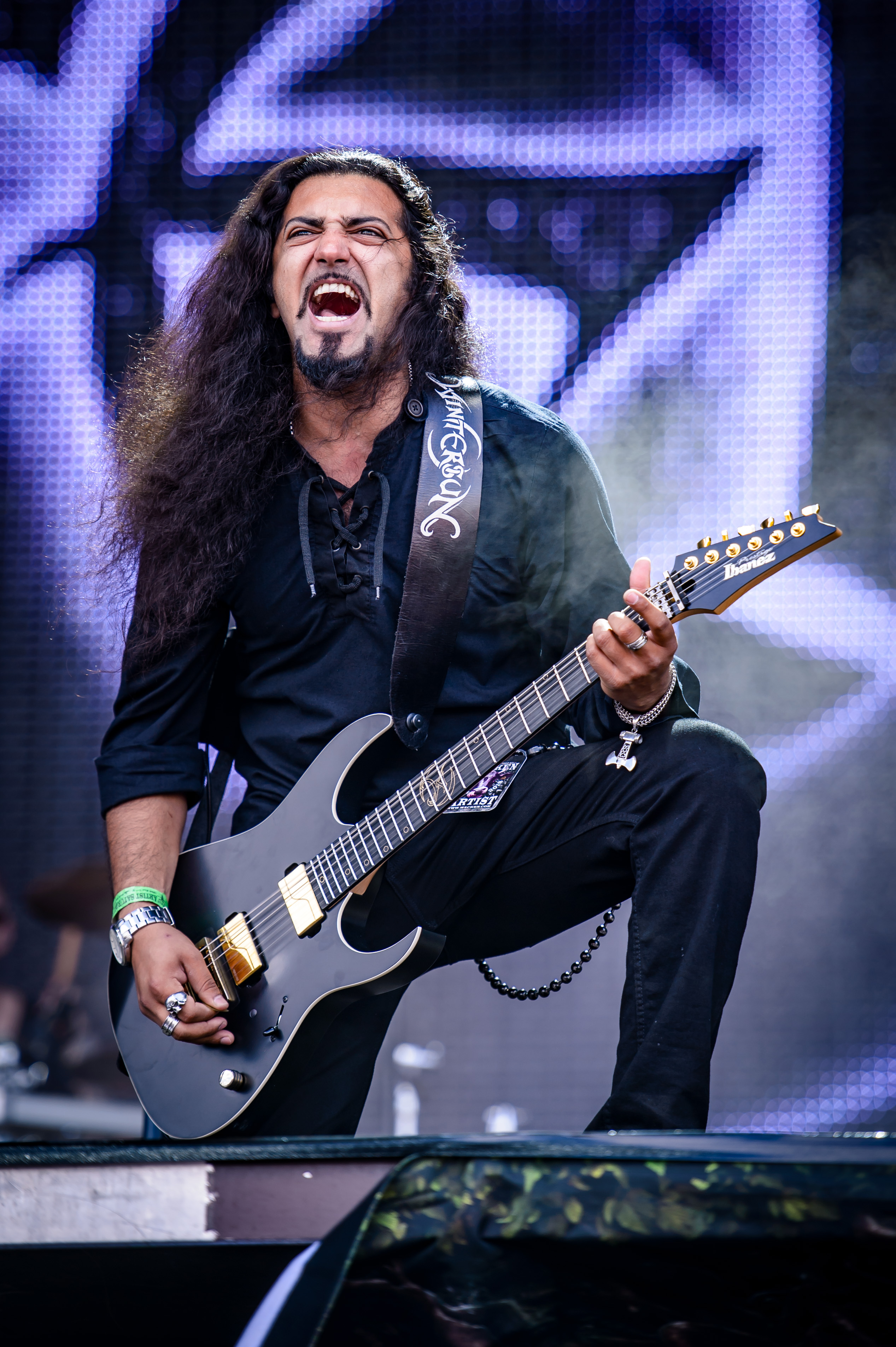
アシム・セーラー(G) 2018年

## ディスコグラフィ
スタジオアルバム
- 2004年 - Wintersun
- 2012年 - Time I
- 2017年 - The Forest Seasons

ライブアルバム
- 2006年 - Wintersun: Tour Edition
- 2017年 - Live at Tuska Festival 2013

デモ
- 2004年 - Winter Madness